# Lukas Gottwalt
Lukas Erhan Eberhard Gottwalt (* 16. September 1997 in Frankfurt am Main) ist ein deutscher Fußballspieler. Der Innenverteidiger steht aktuell beim FSV Frankfurt unter Vertrag.

## Karriere
Der gebürtige Frankfurter mit türkischen Wurzeln spielte anfangs bei diversen Klubs aus der Region, so auch in den Jugendmannschaften der beiden Frankfurter Vereine FSV und Rot-Weiss.
Sein Debüt als Profi gab er schließlich in der zweiten türkischen Liga bei Boluspor. Nach einer Saison in der Verbandsliga Hessen Süd bei der SG Bruchköbel nahm ihn im Juli 2017 der 1. FC Kaiserslautern unter Vertrag.
Dort kam er zunächst in der Oberliga Rheinland-Pfalz/Saar für die zweite Mannschaft zum Einsatz, wo er alle 36 Saisonspiele über 90 Minuten absolvierte. Am 2. September 2018 stand Gottwalt im Drittligaspiel der ersten Mannschaft beim FSV Zwickau (1:1) in der Startelf und spielte über die gesamte Spielzeit. Am 13. September erhielt er dann einen bis 2022 gültigen Profivertrag. Fortan kam er auch regelmäßig in der Drittligamannschaft der Pfälzer zum Einsatz. Nachdem er aufgrund einer Sprunggelenksverletzung in der Saison 2020/21 zu keinem Einsatz kam, gab er Ende Mai 2021 bekannt, die Roten Teufel zum Ende der Spielzeit vorzeitig zu verlassen. Er schloss sich seinem in der Regionalliga Südwest spielenden Jugendverein FSV Frankfurt an.
2022 wechselte er zu Göztepe Izmir. Im Januar 2024 wechselte Gottwalt ablösefrei zu den Würzburger Kickers, verletzte sich jedoch im März 2024. In der Sommerpause 2024 wechselte Gottwalt zu seinem Jugendverein FSV Frankfurt in die Regionalliga Südwest. Im März 2025 wurde die Verlängerung des Vertrages bis Ende der Saison 2025/2026 verkündet. Es besteht die Option für die Verlängerung um eine weitere Saison darüber hinaus. 